# Matti Pellonpää
 (janvier 2019).
Si vous disposez d'ouvrages ou d'articles de référence ou si vous connaissez des sites web de qualité traitant du thème abordé ici, merci de compléter l'article en donnant les références utiles à sa vérifiabilité et en les liant à la section « Notes et références ».
Matti Kalervo « Peltsi » Pellonpää (né le 28 mars 1951 à Helsinki – mort le 13 juillet 1995 à Vaasa) est un acteur finlandais.

## Biographie
Il commence sa carrière en 1962 comme acteur de drames radiophoniques sur la radio d'État YLE. Durant les années 1970, il se produit comme acteur amateur dans de nombreux théâtres, tout en suivant des cours à l'académie de théâtre finlandaise, d'où il sort diplômé en 1977.
Au début des années 1980, il entame une longue collaboration avec les frères Aki et Mika Kaurismäki. Après sa mort, le portrait de Pellonpää apparaît régulièrement dans les films d'Aki Kaurismäki.

## Filmographie
- 1962 : Pojat de Mikko Niskanen : l'écolier
- 1970 : Akseli ja Elina de Edvin Laine : Valtu
- 1975 : Kesän maku de Asko Tolonen : Hessu
- 1976 : Antti Puuhaara : Comédien
- 1977 : Viimeinen savotta de Edvin Laine : Kalle Näpänmaa
- 1979 : Ruskan jälkeen de Edvin Laine : Jaakko Sammalsuo
- 1981 : Le Menteur (Valehtelija) de Mika Kaurismäki : l'ami de Chandler
- 1981 : Pedon merkki de Jaakko Pakkasvirta
- 1982 : Jackpot 2 de Mika Kaurismäki
- 1982 : Arvottomat de Mika Kaurismäki : Manne
- 1983 : Regina ja miehet de Anssi Mänttäri
- 1983 : Huhtikuu on kuukausista julmin de Anssi Mänttäri
- 1983 : Crime et châtiment (Rikos ja rangaistus) d'Aki Kaurismäki : Nikander
- 1984 : Kivisydän (série télévisée)
- 1984 : Kello de Anssi Mänttäri
- 1984 : Aikalainen de Timo Linnasalo
- 1984 : Yöjuttu: Merkitty de Ismo Sajakorpi (TV)
- 1984 : Rakkauselokuva de Anssi Mänttäri : Nilsson
- 1984 : Klaani - tarina Sammakoitten suvusta de Mika Kaurismäki : Ritsari
- 1985 : Viimeiset rotannahat de Anssi Mänttäri : Le père de l'homme en habits blancs
- 1985 : Calamari Union  d'Aki Kaurismäki : Frank
- 1985 : Ylösnousemus de Anssi Mänttäri
- 1986 : Rocky VI d'Aki Kaurismäki
- 1986 : Kuningas lähtee Ranskaan de Anssi Mänttäri
- 1986 : Ombres au paradis (Varjoja paratiisissa) d'Aki Kaurismäki : Nikander
- 1986 : Näkemiin, hyvästi : Hierottava
- 1987 : Hamlet Goes Business (Hamlet liikemaailmassa) d'Aki Kaurismäki : Vartija
- 1988 : Ariel d'Aki Kaurismäki : Mikkonen
- 1989 : Viemäri-tv (série télévisée)
- 1989 : Cha Cha Cha de Mika Kaurismäki : Matti Ojanperä
- 1989 : Leningrad Cowboys Go America d'Aki Kaurismäki : Vladimir (le manager)
- 1989 : Les Mains sales (Likaiset kädet) : Hugo Barine (TV)
- 1990 : Räpsy ja Dolly eli Pariisi odottaa de Matti Ijäs : Räpsy
- 1990 : Lentsu de Pauli Virtanen : Mikko Jaurujärvi (feuilleton TV)
- 1990 : Kiljusen herrasväen uudet seikkailut de Matti Kuortti
- 1991 : Kadunlakaisijat de Olli Soinio : Toimistovirkailijat
- 1991 : Zombie et le train fantôme (Zombie ja Kummitusjuna) de Mika Kaurismäki : Harri
- 1991 : Night on Earth de Jim Jarmusch : Mika
- 1992 : La Vie de bohème d'Aki Kaurismäki : Rodolfo
- 1992 : Papukaijamies de Veikko Nieminen
- 1993 : Hobitit de Timo Torikka : Saruman (feuilleton TV)
- 1993 : Pankkiherroja (série télévisée)
- 1993 : Det var väl själva fan också de Peter Östlund
- 1993 : The last border - viimeisellä rajalla de Mika Kaurismäki : Dimitri
- 1994 : Konstan pylkkerö de Pauli Virtanen : Anselmi (série télévisée)
- 1994 : Tiens ton foulard, Tatiana (Pidä huivista kiinni, Tatjana) d'Aki Kaurismäki : Reino
- 1994 : Les Leningrad Cowboys rencontrent Moïse (Leningrad Cowboys Meet Moses) d'Aki Kaurismäki : Moïse / Vladimir
- 1994 : Pieniä valheita de Matti Ijäs : Luikki (TV)
- 1995 : Iron Horsemen de Gilles Charmant
- 1995 : Sirpaleita : Kokki
- 1996 : Au loin s’en vont les nuages (Kauas pilvet karkaavat)  d'Aki Kaurismäki : l'enfant sur la photographie